# Tenebrincola frigida
Tenebrincola frigida is een slakkensoort uit de familie van de Volutidae. De wetenschappelijke naam van de soort is voor het eerst geldig gepubliceerd in 1991 door Harasewych & Kantor.